# Little Milton (Oxfordshire)
Pour l’article homonyme, voir Little Milton.
Little Milton est une paroisse civile et un village de l'Oxfordshire, en Angleterre.